# Ivica Račan
Ivica Račan, hrvaški politik, * 24. februar 1944, Ebersbach, Nemčija, † 29. april 2007, Zagreb.
Leta 1972 je postal član centralnega komiteja Zveze komunistov Hrvaške, leta 1989 pa je postal šef hrvaške partije. Veljal je za znotrajpartijskega reformista in je bil na čelu hrvaške delegacije, ko je leta 1990 za Slovenci zapustila 14. kongres Zveze komunistov Jugoslavije.
Bil je predsednik hrvaške vlade od 27. januarja 2000 do 23. decembra 2003.
Umrl je 29. aprila 2007, ob 03.05, za posledicami tumorja v Kliničnem centru Rebro v Zagrebu.